# Claus Harms
Claus Harms (25. maj 1778 i Fahrstedt i Sydditmarsken—1. februar 1855) var en tysk luthersk præst.
Faderen var møller. Først sent gav Harms sig til at studere, men gennemførte det så med energi i kort tid i det da rationalistiske Kiel. Der blev han først ved Schleiermachers Reden über die Religion 1799 vakt til nyt liv, og i Bibelen fandt han sin næring. Han blev 1806 præst i Lunden i Ditmarsken, blev hurtig kendt som en ildfuld og evangelisk prædikant og kom 1816 til Kiel, hvor han — fra 1835 som provst og dr. theol. — virkede resten af sit liv. I 1849 måtte han dog på grund af blindhed opgive sin embedsvirksomhed.
I 1817 ved 300 års jubelfesten for reformationen udsendte han sammen med de 95 teser af Luther 95 andre af ham selv forfattede, der var formede som et vældigt angreb på rationalismen og unionsbestræbelserne, i et sprog så kraftigt og kernefuldt som Luthers eget. Her udtalte han blandt andet, at "syndsforladelsen kostede dog penge i det 16. århundrede, i det 19. har man den ganske gratis, thi man betjener sig selv med den", "den såkaldte fornuftreligion er enten blottet for fornuft eller for religion eller for begge dele", og om unionen med den reformerte kirke: "fuldbyrd dog ikke denne akt over Luthers ben, de får liv derved og da — ve eder!". Disse teser vakte uhyre opsigt og havde vidt- og dybtgående virkninger. Blandt hans discipler må Michael Baumgarten nævnes.
Blandt Harms talrige skrifter kan foruden prædikensamlingen nævnes hans klassiske Pastoralteologie (3. oplag 1878; oversat på dansk 1844—47) og hans selvbiografi (2. oplag 1852). 